# Greg Grant
Gregory Alan  Grant , más conocido como Greg Grant, (Trenton, Nueva Jersey, 29 de agosto de 1966) es un exjugador de baloncesto estadounidense. Con 1.70 de estatura, su puesto natural en la cancha era el de base.

## Biografía
Gregory Alan Grant, conocido como Greg Grant, Nació el 29 de agosto de 1966 en Trenton, Nueva Jersey, Estados Unidos. A pesar de provinvia de un hogar disfuncional  y trabajar en una pescaderia durante su adolescencia, Grant encontró su pasión por el baloncesto en las canchas locales. Con una estatura de 1,70 metros, se desempeñó como base.

## Trayectoria
- Morris Brown College (1985-1986)
- Universidad de Trenton (1986-1989)
- Phoenix Suns (1989-1990)
- New York Knicks (1990-1991)
- Charlotte Hornets (1991)
- Philadelphia 76ers (1991-1993)
- Rapid City Thrillers (1993-1994)
- Pittsburgh Piranhas (1994)
- Mexico Aztecas (1994-1995)
- Denver Nuggets (1995)
- Capitanes de Arecibo (1995)
- San Diego Wildcards (1995)
- Philadelphia 76ers (1995)
- Shreveport Storm (1995-1996)
- Washington Bullets (1996)
- Denver Nuggets (1996)
- Atl. City Seagulls (1996)
- Libertas Forlì (1996-1997)
- Sioux Falls Skyforce (1997)
- Connecticut Pride (1997-1998)